# Дерг
 Дерг (амхар. ደርግ) је био назив војне хунте која је дошла на власт у Етиопији након свргавања с власти цара Хајле Селасија и владала земљом од 1974. до 1987. године. Дерг у преводу значи веће или комитет на језику Гиз, а његов пуни назив био је Комитет за координацију оружаних снага, полиције и терироријалне војске. Комитет је након доласка на власт званично преименован у Привремену војну владу социјалистичке Етиопије.

## Историјска позадина
Након што је 1960. године успешно угушио покушај државног удара у Етиопији, цар Хајле Селасије I почетком 1970-их више није могао да држи земљу под контролом. Стање око побуне у Еритреји било је све лошије, где је у том тренутку било размештено око 75.000 етиопских војника. Од јануара 1974. године дошло је до низа спонтаних побуна вођених од стране нижих и виших официра, који нису били задужени за смиривање стања у Еритреји. Они су кривили домаћу елиту за лошу економску и социјалну ситуацију. Позиција владе додатно се погоршала појавом суше и глади на северу земље, у покрајинама Вело и Тигре. Порицање лоше ситуације од стране владе узроковало је међународни скандал.

## Револуција и долазак Дерга на власт
Крајем јуна 1974. године, око 120 побуњених официра формирали су тзв. Комитет за координацију оружаних снага, полиције и територијалне војске. За председника одбора био је изабран Менгисту Хајле Маријам, тада мајор Треће дивизије у Харару. Пошто су готово сви утицајнији официри били чланови Дерга, група је била довољно моћна да мобилизује трупе у своју корист. Крајем августа, Дерг је оптужио Хајлеа Селасија за свесно прикривање катастрофалних последица суше. Последица тога биле су масовне уличне демонстрације на којима је тражено ухићење цара. Након тога је Дерг званично разрешио цара владарских дужности 12. септембра 1974. године и затворио га.
Након смењивања цара, формирано је Прелазно војно административно веће, које је било под надзором Дерга, те се прогласило владајућим телом у земљи, На челу Већа били су генерал Аман Андом и Менгисту као главни потпредседник. Дерг је 7. октобра наредио ухићење официра који су подупирали захтеве цивилних групација. Напетости између чланова Дерга доживеле су врхунац 23. новембра 1974. године, када је смакнуто најмање 60 чланова, укључујући и Амана Андома. Андома је заменио генерал Тафари Бенти, али је стварну власт унутар Већа имао Менгисту. Прогласио је нову офанзиву на Еритреју, те покретање социјалних и економских реформи. Пре покретања владиних планова, 20. децембра 1974. године, Етиопија је проглашена социјалистичком државом. У августу 1975, умро је Хајле Селасије. Званично приопштење владе било је да је умро од старости, али постоје претпоставке да је можда угушен. У фебруару 1976. године, био је смењен патријарх Етиопске оријентално-православне цркве, Абуна Тевофлос.
До краја 1976. године, унутар Дерга формирала се опозиција око Тафарија Бентија и Атнафуа Абатеа, који су се такође борили за превласт. Менгистуове присталице обрачунале су се Тафаријевима у јануару и фебруару 1977. године у Адис Абеби. Пошто су Тафари и његови сљедбеници били уклоњени, Менгисту више није имао опозиције унутар Дерга.

## Етиопски грађански рат
Менгисту је до фебруара 1977. углавном учврстио своју власт унутар Дерга, али је следећи главни проблем представљала урбана герила предвођена марксистичком Етиопском народном револуционарном партијом. Истог месеца, ЕНРП је покренуо низ терористичких напада против чланова Дерга и њихових симпатизера, што је било раздобље познато под именом „Бели терор“. У нападима је погинуло најмање осам чланова Дерга и велик број њихових симпатизера. Влада је као одговор на то покренула спровођење „Црвеног терора“. „Црвени терор“ трајао је до краја 1978. године, за време којега су владине снаге систематски прогониле и убијале особе, за које се сумњало да су чланови ЕНРП-а или њихови симпатизери, посебно студенте. Дерг је тиме настојао сузбити растућу моћ и утицај ЕНРП-а, што је претило опстанку војне хунте. Дерг је слабљењем ЕНРП-а успео да стекне контролу над Етиопијом, али је то коштало животе хиљада чланова и симпатизера ЕНРП-а, који су били затворени, убијени или нестали.
Након што је Дерг изборио победу против инвазије из Сомалије 1977. године, покренут је рат између владе и наоружаних герилских група које су се бориле за независност Еритреје, побуњеницима са седиштем у покрајини Тигре и других група које су биле конзервативне и промонархистичке, попут Етиопског демократског савеза, или левичарске Етиопске народне револуционарне партије.
Етиопија је под Дергом постала близак савезник Совјетског блока у Африци и постала једна од најбоље наоружаних држава у региону, као резултат масовне војне помоћи углавном из Совјетског Савеза, Источне Немачке, Кубе и Северне Кореје.

## Епидемија глади
Избијање епидемије глади у Етиопији средином 1980-их привукло је пажњу света, поводом чега су организоване хуманитарне акције прикупљања помоћи у западним нацијама, посебно преко Окфам и Лив Ејд концерата јула 1985. године. Избиле су контроверзе када је откривено да су неке од организација које су примале новац биле под контролом Дерга и да је новац кориштен за финансирање спровођења програма пресељење, током којег су милиони људи били расељени, а између 50.000 и 100.000 убијено.

## Укидање војне хунте и цивилна влада
Иако је Дерг званично укинут 22. фебруара 1987, а три недеље касније на референдуму одобрен устав Етиопије, нова влада није састављена све до септембра, када је Дерг кончно био укинут. Чланови бившег Дерга, остали су на власти као лидери нове цивилне владе.